# Método de Newton–Raphson
Em análise numérica, o método de Newton (ou Método de Newton–Raphson), desenvolvido por Isaac Newton e Joseph Raphson, tem o objetivo de estimar as raízes de uma função. Para isso, escolhe-se uma aproximação inicial para esta. Após isso, calcula-se a equação da reta tangente (por meio da derivada) ao gráfico da função nesse ponto e a interseção dela com o eixo das abcissas, a fim de encontrar uma melhor aproximação para a raiz. Repetindo-se o processo, cria-se um método iterativo para encontrarmos a raiz da função. Em notação matemática, o método de Newton é dado pela seguinte sequência recursiva:
{\displaystyle x_{n+1}=x_{n}-{\frac {f(x_{n})}{f'(x_{n})}},n\in \mathbb {N} }
onde {\textstyle x_{0}} é uma aproximação inicial dada, {\textstyle n} indica a {\textstyle n}-ésima iteração do algoritmo e {\textstyle f'(x_{n})} é a derivada da função {\textstyle f} no ponto {\textstyle x_{n}.}

## Interpretação geométrica
Consideremos o problema de calcular a raiz de uma função {\textstyle f,} conforme a figura ao lado.

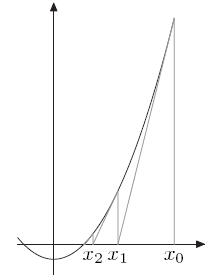
As três primeiras iterações do método de Newton.

Queremos calcular {\textstyle x_{1}} em função de {\textstyle x_{0},} sabendo que {\textstyle x_{1}} será a cota no eixo das abcissas interceptado pela reta tangente à curva, originada por {\textstyle x_{0}.}
A equação da reta tangente ao gráfico da função {\textstyle f} no ponto {\textstyle (x_{0},f(x_{0})}) tem inclinação {\textstyle m=f'(x_{0})} e é dada por
{\displaystyle y-f(x_{0})=f'(x_{0})(x-x_{0})}
Sabendo que essa reta passa por {\textstyle (x_{1},0),} temos que
{\displaystyle 0-f(x_{0})=f'(x_{0})(x_{1}-x_{0}).}
Portanto,
{\displaystyle x_{1}=x_{0}-{\frac {f(x_{0})}{f'(x_{0})}}.}
De modo geral, temos
{\displaystyle x_{n+1}=x_{n}-{\frac {f(x_{n})}{f'(x_{n})}}.}

## Análise de convergência
Devemos ter em mente que, mesmo se a condição estabelecida na introdução for satisfeita, o método de Newton poderá não convergir para a raiz. Seja f(x) uma função e sua derivada diferente de zero, definimos uma função {\displaystyle \phi (x)} como:
{\displaystyle \phi (x)=x-{\frac {f(x)}{f'(x)}}}

Consideramos x* uma aproximação da solução x de f(x)=0 tal que f'(x*)≠0 e |x – x*| seja “pequeno”. Expandimos {\displaystyle \phi (x)} por Série de Taylor em torno de x* e obtemos:
{\displaystyle \phi (x)=\phi (x^{*})+(x-x^{*})\phi '(x^{*})+{\frac {(x-x^{*})^{2}}{2}}\phi ''(x^{*})+O((x-x^{*})^{3})}

Para a dedução do método de Newton, vamos supor que |x - x*| é pequeno, logo, o termo (x - x*)² será muito menor. Com isso, dizemos que:
{\displaystyle \phi (x)\approx \phi (x^{*})+(x-x^{*})\phi '(x^{*})}

Pelo processo iterativo do método do ponto fixo, sabemos que:
{\displaystyle \phi (x^{*})=x^{*}-{\frac {f(x^{*})}{f'(x^{*})}}=x^{*}}

{\displaystyle \phi '(x^{*})=1-{\frac {f'(x^{*})f'(x^{*})-f(x^{*})f''(x^{*})}{(f'(x))^{2}}}=1-1=0}

{\displaystyle \phi ''(x^{*})={\frac {(f'(x^{*})f''(x^{*})+f(x^{*})f'''(x^{*}))(f'(x^{*}))^{2}-2f(x^{*})f''(x^{*})f'(x^{*})}{(f'(x^{*}))^{4}}}={\frac {f''(x^{*})}{f'(x^{*})}}}

Portanto:
{\displaystyle \phi (x)=x^{*}+(x-x^{*})^{2}{\frac {\phi ''(x^{*})}{2}}+O((x-x^{*})^{3})}

{\displaystyle \phi (x)\approx x^{*}+(x-x^{*})^{2}{\frac {\phi ''(x^{*})}{2}}}

Logo:
{\displaystyle x_{n+1}=\phi (x_{n})}

{\displaystyle x^{*}+(x_{n}-x^{*})^{2}{\frac {\phi ''(x^{*})}{2}}}

{\displaystyle (x_{n+1}-x^{*})\approx (x_{n}-x^{*})^{2}{\frac {\phi ''(x^{*})}{2}}}

Considerando  (xn - x*) o erro absoluto, obtemos:

{\displaystyle \epsilon _{n+1}\approx \epsilon _{n}^{2}{\frac {\phi ''(x^{*})}{2}}={\frac {1}{2}}|{\frac {f''(x^{*})}{f'(x^{*})}}|\epsilon _{n}^{2}}

Com isso, observamos que o erro {\displaystyle (\epsilon _{n})} é de ordem quadrática e, por isso, a iteração convergirá rapidamente para a raiz da função.

## Generalização
O método de Newton é uma poderosa ferramenta para resolvermos equações de uma variável (f(x)=0). Esse método, contudo, pode ser utilizado em problemas mais complexos, como na solução de equações do tipo Ax=b, em que x e b são vetores e A é uma matriz. Queremos, portanto, generalizar o método de Newton para resolvermos um sistema de equações da forma:
{\displaystyle {\begin{array}{rcl}f_{1}(x_{1},x_{2},...,x_{n})&=&0\\f_{2}(x_{1},x_{2},...,x_{n})&=&0\\f_{3}(x_{1},x_{2},...,x_{n})&=&0\\&\vdots &\\f_{n}(x_{1},x_{2},...,x_{n})&=&0\end{array}}}
Podemos analisar esse sistema de equações na forma vetorial, definindo o vetor F(x) tal que:
{\displaystyle F(x)={\begin{bmatrix}f_{1}(x_{1},x_{2},...,x_{n})\\f_{2}(x_{1},x_{2},...,x_{n})\\\vdots \\f_{n}(x_{1},x_{2},...,x_{n})\end{bmatrix}}}

Para resolvermos o problema de uma variável (f(x)=0), nós expandíamos a função f(x) em torno de x* por sua Série de Taylor, de modo a obtermos:
{\displaystyle f(x)\approx f(x^{*})+(x-x^{*})f'(x^{*}),}
sendo x* uma aproximação para a solução de f(x)=0 . De modo equivalente, o problema matricial se resume a resolver a equação F(x)=0, e devemos expandir a função F(x) em torno de x*, sendo x* uma aproximação para a solução de F(x)=0. Efetuando-se essa expansão, obteremos:
{\displaystyle F(x)\approx F(x^{*})+(x-x^{*})F'(x^{*})}
Portanto, será necessário definirmos a derivada de F(x). Definimos, então, a Matriz Jacobiana por:

{\displaystyle J_{F}={\begin{bmatrix}{\frac {\partial f_{1}}{\partial x_{1}}}&\cdots &{\frac {\partial f_{1}}{\partial x_{n}}}\\\vdots &\ddots &\vdots \\{\frac {\partial f_{m}}{\partial x_{1}}}&\cdots &{\frac {\partial f_{m}}{\partial x_{n}}}\end{bmatrix}}}

E percebemos que a Matriz Jacobiana, ou o Jacobiano do vetor F(x), é a matriz formada pelas derivadas parciais das componentes de F(x):
{\displaystyle F'(x)=(J_{F})_{ij}={\frac {\partial f_{i}}{\partial x_{j}}}}

Logo, podemos reescrever a expansão por Série de Taylor de F(x) como {\displaystyle F(x)\approx F(x^{*})+(x-x^{*})J_{F}(x^{*}).} Também de acordo com o problema de uma variável, tínhamos que o método de Newton era dado pela iteração:
{\displaystyle x_{n+1}=x_{n}-{\frac {f(x_{n})}{f'(x_{n})}}}

Consequentemente, em problemas envolvendo sistemas de equações, teremos que o método de Newton será dado pela iteração:
{\displaystyle x_{n+1}=x_{n}-J_{F}^{-1}(x_{n})F(x_{n})}

### Problemas de otimização
O método de Newton pode ainda ser visto da seguinte forma:  
Se {\displaystyle F(x)=0}, para  {\displaystyle 0,x\in \mathbb {R} ^{m},} podemos definir outra função  
{\displaystyle g(x)={\frac {\|F(x)\|^{2}}{2}}={\frac {F(x)\cdot F(x)}{2}}}, 
em que {\displaystyle \cdot } denota o produto escalar usual. 
Então o valor mínimo de {\displaystyle g(x)} é {\displaystyle 0}, ou seja, 
{\displaystyle \min _{x}g(x)=0\Longleftrightarrow F(x)=0}
e a equação  
{\displaystyle F(x)=0} pode ser resolvida como um problema de otimização.
Definindo a equação diferencial ordinária
{\displaystyle {\begin{cases}J_{F}(u(t))u'(t)&=&-F(u(t))\\u(0)&=&x_{0}\end{cases}}\qquad \qquad (*)}, 
pode-se mostrar, sob certas condições, que   a única solução {\displaystyle u(t)} dessa equação {\displaystyle (*)} é tal que 
{\displaystyle {\frac {d\,g(u(t))}{dt}}=-2g(u(t))}. 
Isso garante que {\displaystyle g(u(t))} decresce, enquanto {\displaystyle F(u(t))\neq 0}, e que 
{\displaystyle g(u(t))=e^{-2t}g(x_{0})}.
O uso do método de Euler para determinar uma aproximação para {\displaystyle u(t)}, com tamanho de passo {\displaystyle h=1}, é equivalente ao método de Newton.

Quando desconfiarmos que a matriz jacobiana {\displaystyle J_{F}(x)} não possui inversa (em algum ponto), podemos usar a equação diferencial  {\displaystyle {\begin{cases}v'(t)&=&-\nabla g(v(t))\\v(0)&=&x_{0}\end{cases}},\qquad \qquad (**)}
em que 
{\displaystyle \nabla g(v(t))=J_{F}(v(t))^{*}F(v(t))},
e  {\displaystyle J_{F}(v(t))^{*}} denota a matriz transposta da matriz jacobiana {\displaystyle J_{F}(v(t))}. 
Nesse caso, pode-se mostrar que {\displaystyle g(v(t))} também é decrescente, enquanto {\displaystyle F(v(t))\neq 0}; e uso do método de Euler para determinar uma aproximação a solução {\displaystyle v(t)} (da equação {\displaystyle (**)}) é equivalente ao método do gradiente.

## Exemplos com uma variável
1. Neste exemplo,[5] mostraremos porque a função f deve ser diferenciável em xn, para a satisfazer a condição inicial. Considere a função f(x)=|x-3|-1. Essa função possui uma cúspide em (3,-1); portanto, f não é diferenciável nesse ponto. Analisando o gráfico dessa função, percebemos que x=2 e x=4 são suas raízes. Caso iniciemos o método de Newton com x0=3, o processo iterativo falhará porque a derivada de f em x=3 não é definida.
2. Neste exemplo,[5] mostraremos porque a função f deve ter derivada não nula em xn. Considere a função f(x)=x2-1. Essa função possui uma reta tangente horizontal em (0,-1); portanto, a derivada de f nesse ponto é nula. Como a reta tangente é horizontal, logo ela nunca interceptará o eixo das abcissas e, assim, o método de Newton falhará, pois ocorrerá uma indeterminação matemática (divisão por zero).
3. Neste exemplo,[5] mostraremos que mesmo escolhendo-se uma aproximação x0 distante da real raiz da função f, o método de Newton ainda assim poderá convergirá rapidamente para a solução de f(x)=0. Considere a função f(x)=sen(x). Se arbitrarmos x0=10,85 rad, valor relativamente distante da primeira raiz, x=π rad, o método convergirá para essa raiz rapidamente.

Isso mostra que a primeira aproximação da raiz não necessita ser um valor próximo dela. Existem casos em que essa aproximação é distante da raiz e mesmo assim o método converge, conforme mostrado no exemplo acima.

## Considerações sobre o método
O método de Newton é considerado por muitos autores o melhor método para encontrar sucessivas melhores aproximações de raízes (ou zeros) de uma determinada função real e, portanto, tem sido estudado e utilizado em diversos ramos da ciência (Matemática, Física, Engenharia), sendo também muito utilizado na resolução de sistemas não lineares. Além disso, esse método tem sido alvo de novos estudos e aprimoramentos. Em 1984, Allan J. Macleod mostrou, num artigo da International Journal of Mathematical Education in Science and Technology, que o método iterativo de Newton–Raphson para equações não lineares pode ser considerado um membro da família geral de um parâmetro de métodos de segunda ordem.
Um ponto importante a ser observado diz respeito a praticidade do método de Newton. Caso a função f seja complicada, encontrar sua derivada pode ser muito trabalhoso e o método torna-se improdutivo. Nesses casos, o método das secantes é mais produtivo de ser utilizado, porque não exige que a derivada de f seja conhecida.  